# 明細書 (特許法)
特許法において、明細書（めいさいしょ、specification、description）は、特許出願人が、その技術分野の専門家が発明を実施することができる程度に十分に、発明を説明した書類である。発明について特許を受けるためには願書、特許請求の範囲などとともにこの書類を特許庁に提出する必要がある。提出された明細書の内容は特許庁によって公開されるので、特許権の存続期間が終わった後、明細書に記載された技術はパブリックドメインに属することになる。

## 意義
多くの特許法（日本含む）は公開代償説、すなわち自己の発明の詳細を公開することによって技術の進歩や産業の発達に貢献した者に、公開の代償として一定期間発明の利用を独占する権利である特許権を与える、という原則に立脚している。つまり、特許権をインセンティブとして、発明活動と発明内容の公開を奨励している。
明細書は、特許の出願人が発明の詳細を公開する技術文書としての意義を有し、公開代償説のもとでは出願人が特許を受けるために不可欠のものである。

## 記載要件
明細書の記載要件（きさいようけん）とは、明細書の記載が満たさなくてはならない要件をいう。明細書の記載要件が満たされないと、特許が与えられなかったり、与えられた特許が無効になったりする。
最も重要な要件は次に示す実施可能要件である。実施可能要件は世界各国の特許法に規定されている。

### 実施可能要件
実施可能要件（じっしかのうようけん、enablement requirement）は、明細書の記載に、専門家（当業者）がそれを読んで発明を実施することができる程度に十分詳細なものであることを要求する要件である。物の発明については、明細書の記載に基づいてその物を製造でき使用できること、方法の発明については、明細書の記載に基づいて専門家がその方法を実行できること、が必要である。
この要件は、発明の内容を実質的に秘密にしているにもかかわらず特許が与えられるという公開代償説に反する事態を防ぐためにある。

### 最良実施形態要件
最良実施形態要件（さいりょうじっしけいたいようけん、ベストモード要件、best mode requirement）は、明細書に発明を実施するための最良の形態を記載することを求める要件である。アメリカ合衆国の特許法に定められている（合衆国法典第35巻第112条）。

## 日本
日本の特許法において、明細書には、次に掲げる事項を記載しなければならない（特許法三十六条３項）。
- 発明の名称
- 図面の簡単な説明
- 発明の詳細な説明

明細書は、以下の様式（様式第二十九）により作成しなければならない（特許法施行規則二十四条）
なお、様式第二十九には、文字の大きさなどを定めた細かい備考が付属しているが、説明を略す。 文献公知発明で発明者が知っているものがあればその文献に関する情報の所在を「発明の詳細な説明」の箇所に記載しなければならない（特許法三十六条４項２号）。文献の書き方は以下のようにする（特許法施行規則様式第二十九）：
特許、実用新案又は意匠に関する公報の名称を記載しようとするときは
　【特許文献１】特開〇〇〇〇－〇〇〇〇〇〇号公報
のように記載し、学術論文の名称その他情報の所在を記載しようとするときは
　【非特許文献１】〇〇〇〇著、「△△△△」××出版、〇〇〇〇年〇月〇日発行、ｐ．〇〇～〇〇
のように、著者、書名、発行年月日等の必要な事項を記載する（特許法施行規則様式第二十九）。

### 実施可能要件
明細書に記載する「発明の詳細な説明」は、以下の実施可能要件を満たさねばならない：
ここでいう「経済産業省令」として、特許法施行規則に以下の記載がある：